# オエストケファルス
オエストケファルス（学名 : Oestocephalus）は、石炭紀に生存した空椎亜綱欠脚目の両生類である。アメリカ合衆国イリノイ州、オハイオ州のみならずチェコ共和国から化石として発見されている。オエストケファルス科のタイプ属である。以前は、 オフィデルペトン科の仲間と見なされていたが、現在は、その科とは側系統群の関係であるとされている。1868年にエドワード・ドリンカー・コープによって創設され、O. amphiuminus と O. nanumの2種が含まれている。